# Mạch kinh
Mạch còn gọi là bát mạch là tám đường lớn chứa chân khí trong con người. Các mạch cắt ngang các đường kinh để tăng cường sự liên kết và lưu thông khí huyết. Tám mạch bao gồm:
1. Đốc mạch ở sau lưng, quản trị các kinh dương bắt đầu từ bộ phận sinh dục chạy dọc theo xương sống lên đỉnh đầu rồi vòng xuống đến nhân trung.
2. Nhâm mạch ở phía trước, chịu trách nhiệm các kinh âm đi từ môi xuống ngực bụng rồi tới bộ phận sinh dục.
3. Xung mạch còn gọi là huyết hải kiểm soát khí và huyết toàn cơ thể đưa đến 12 chính kinh, bắt đầu từ bộ phận sinh dục chia làm ba nhánh, một chạy lên đầu, một nhánh chạy theo xương sống, một nhánh xuống tới bàn chân.
4. Đới mạch chạy vòng quanh bụng như thắt lưng nối liền các kinh âm và kinh dương.
5. Âm kiêu mạch bắt đầu từ gót chân chạy lên chân bụng ngực tới miệng.
6. Dương kiêu mạch bắt đầu từ gót chân theo phía sau vòng qua trước mặt rồi ngừng lại sau gáy.
7. Âm duy mạch từ gót chân chạy lên qua bụng ngừng lại ở cổ.
8. Dương duy mạch từ gót chân lên theo chân qua người vòng qua đỉnh đầu ra trước mặt.